# Filip Forsberg
Filip Forsberg (* 13. srpna 1994 v Östervåla) je švédský hokejový útočník, který nastupuje v severoamerické National Hockey League za tým Nashville Predators.

## Hráčská kariéra
S hokejem začínal v klubu Leksands IF, se kterým postupně procházel mládežnické kategorie a v ročníku 2010/11 debutoval za seniorský tým, který působí v nižší švédské lize. V létě 2011 byl draftován v KHL týmem HK Sibir Novosibirsk ze druhého kola na 41. místě. V následujícím sezóně 2011/12 odehrál většinu zápasů za seniorský tým Leksands IF a po skončení ročníku byl zvolen nejlepším nováčkem v bodování ligy. V létě 2012 se dočkal druhého draftu, tentokrát v zámoří, kde byl vybrán v prvním kole z 11. místa týmem Washington Capitals. 15. července 2012 se dohodl s klubem Capitals na tříleté nováčkovské smlouvě, ve které si vydělá 832,5 tisíce dolarů a působení ve farmě v Hershey Bears (AHL) by si vydělal jen 70 tisíc amerických dolarů. Forsberg se dohodl s vedení klubu, že hodlá ještě aspoň jednu sezónu strávit ve svém mateřském klubu v Leksandu, což Capitals akceptují.
V osmnácti letech hrál jenom za seniorský klub Leksands IF, který se probojoval ze základní části do vyřazovací části Kvalserien, ve které uspěli v boji o nejvyšší domácí lize. V nižší lize HockeyAllsvenskan se stal nejlepším střelcem jako junior. V průběhu ročníku byl vybrán do reprezentační dvacítky a zvolen jako kapitán. V mistrovství světa juniorů vybojovali stříbrné medaile a byl zvolen do All-Star Team. 3. dubna 2013 byl vyměněn do týmu Nashville Predators za Martina Erata a Michaela Lattu . Premiéru v NHL stihl v závěru zkrácené sezóny, zápas odehrál proti Detroit Red Wings 14. dubna 2013.

## Osobní život
V červenci 2022 si ve Francii vzal za manželku americkou zpěvačku Erin Alvey, která působí zejména v oblasti americké country music.

## Ocenění a úspěchy
- 2012 HAll - Nejproduktivnější nováček do 18 let
- 2012 MS-18 - Nejlepší útočník
- 2013 HAll - Nejlepší nováček
- 2013 HAll - Nejlepší střelec mezi nováčcích
- 2013 Postup s týmem Leksands IF do SEL
- 2013 MSJ - All-Star Tým
- 2013 MSJ - Top tří hráčů v týmu
- 2014 MSJ - All-Star Tým
- 2014 MSJ - Nejlepší útočník
- 2014 MSJ - Nejužitečnější hráč
- 2015 NHL - All-Rookie Tým
- 2015 NHL - All-Star Game
- 2015 NHL - Nováček měsíce listopadu (2014)
- 2015 MS - Top tří hráčů v týmu
- 2018 MS - Vítězný gól
- 2022 NHL - All-Star Game
- 2022 NHL - Druhý All-Star Tým

## Prvenství
- Debut v NHL - 14. dubna 2013 (Nashville Predators proti Detroit Red Wings)
- První asistence v NHL - 23. dubna 2013 (Nashville Predators proti Calgary Flames)
- První gól v NHL - 8. října 2013 (Nashville Predators proti Minnesota Wild)
- První hattrick v NHL - 23. února 2016 (Toronto Maple Leafs proti Nashville Predators)

## Klubové statistiky
| Sezóna       | Klub                | Soutěž       |     | Základní část | Základní část | Základní část | Základní část | Základní část |    | Play off | Play off | Play off | Play off | Play off |
| Sezóna       | Klub                | Soutěž       | Z   | G             | A             | B             | TM            | Z             | G  | A        | B        | TM       |          |          |
| 2009/10      | Leksands IF 20      | SE-20        | —   | —             | —             | —             | —             | 5             | 0  | 0        | 0        | 0        |          |          |
| 2010/11      | Leksands IF 20      | SE-20        | 36  | 21            | 19            | 40            | 22            | —             | —  | —        | —        | —        |          |          |
| 2010/11      | Leksands IF         | HAll         | 10  | 1             | 0             | 1             | 0             | 6             | 0  | 1        | 1        | 0        |          |          |
| 2011/12      | Leksands IF U18     | SEL-18       | 1   | 0             | 2             | 2             | 0             | —             | —  | —        | —        | —        |          |          |
| 2011/12      | Leksands IF U20     | SE-20        | 6   | 0             | 1             | 1             | 2             | —             | —  | —        | —        | —        |          |          |
| 2011/12      | Leksands IF         | HAll         | 43  | 8             | 9             | 17            | 33            | 10            | 2  | 1        | 3        | 0        |          |          |
| 2012/13      | Leksands IF         | HAll         | 38  | 15            | 18            | 33            | 16            | 9             | 5  | 4        | 9        | 6        |          |          |
| 2012/13      | Nashville Predators | NHL          | 5   | 0             | 1             | 1             | 0             | —             | —  | —        | —        | —        |          |          |
| 2013/14      | Nashville Predators | NHL          | 13  | 1             | 4             | 5             | 4             | —             | —  | —        | —        | —        |          |          |
| 2013/14      | Milwaukee Admirals  | AHL          | 47  | 15            | 19            | 34            | 14            | 3             | 1  | 1        | 2        | 0        |          |          |
| 2014/15      | Nashville Predators | NHL          | 82  | 26            | 37            | 63            | 24            | 6             | 4  | 2        | 6        | 4        |          |          |
| 2015/16      | Nashville Predators | NHL          | 82  | 33            | 31            | 64            | 47            | 14            | 2  | 2        | 4        | 2        |          |          |
| 2016/17      | Nashville Predators | NHL          | 82  | 31            | 27            | 58            | 32            | 22            | 9  | 7        | 16       | 14       |          |          |
| 2017/18      | Nashville Predators | NHL          | 67  | 26            | 38            | 64            | 38            | 13            | 7  | 9        | 16       | 2        |          |          |
| 2018/19      | Nashville Predators | NHL          | 64  | 28            | 22            | 50            | 26            | 6             | 1  | 1        | 2        | 6        |          |          |
| 2019/20      | Nashville Predators | NHL          | 63  | 21            | 27            | 48            | 29            | 4             | 3  | 2        | 5        | 2        |          |          |
| 2020/21      | Nashville Predators | NHL          | 39  | 12            | 20            | 32            | 16            | 6             | 2  | 1        | 3        | 4        |          |          |
| 2021/22      | Nashville Predators | NHL          | 69  | 42            | 42            | 84            | 22            | 4             | 1  | 0        | 1        | 6        |          |          |
| 2022/23      | Nashville Predators | NHL          | 50  | 19            | 23            | 42            | 20            | —             | —  | —        | —        | —        |          |          |
| 2023/24      | Nashville Predators | NHL          | 82  | 48            | 46            | 94            | 43            | 6             | 2  | 4        | 6        | 2        |          |          |
| 2024/25      | Nashville Predators | NHL          | 82  | 31            | 45            | 76            | 44            | —             | —  | —        | —        | —        |          |          |
| Celkem v NHL | Celkem v NHL        | Celkem v NHL | 780 | 318           | 363           | 681           | 345           | 81            | 31 | 28       | 59       | 42       |          |          |

## Reprezentace
| Rok                       | Tým                       | Soutěž                    | Z  | G  | A  | B  | TM |
| ------------------------- | ------------------------- | ------------------------- | -- | -- | -- | -- | -- |
| 2011                      | Švédsko 18                | MS-18                     | 6  | 4  | 2  | 6  | 7  |
| 2012                      | Švédsko 20                | MSJ                       | 6  | 0  | 1  | 1  | 2  |
| 2012                      | Švédsko 18                | MS-18                     | 6  | 5  | 2  | 7  | 6  |
| 2013                      | Švédsko 20                | MSJ                       | 6  | 3  | 2  | 5  | 0  |
| 2014                      | Švédsko 20                | MSJ                       | 7  | 4  | 8  | 12 | 2  |
| 2015                      | Švédsko                   | MS                        | 7  | 8  | 1  | 9  | 8  |
| 2016                      | Švédsko                   | SP                        | 4  | 1  | 1  | 2  | 2  |
| 2018                      | Švédsko                   | MS                        | 4  | 2  | 1  | 3  | 0  |
| Juniorská kariéra celkově | Juniorská kariéra celkově | Juniorská kariéra celkově | 31 | 16 | 15 | 31 | 12 |
| Seniorská kariéra celkově | Seniorská kariéra celkově | Seniorská kariéra celkově | 16 | 11 | 3  | 14 | 12 |